# Faela Sainz
Rafaela María Sainz Rojo (Valladolid, 29 de diciembre de 1954), más conocida como Faela Sainz, es una periodista española especializada en periodismo de sociedad, sucesos e investigación.
En su carrera ha trabajado en diversos casos mediáticos como el de Rosa Aragoneses o el caso Wanninkhof. Destacan sus reportajes de investigación sobre prostitución realizados en el Parque del Oeste y en Casa de Campo para el programa Esta noche cruzamos el Mississippi dirigido por Pepe Navarro.
La periodista también es conocida por ser la primera reportera que entrevistó a Cristina Ortiz "La Veneno". En la serie de televisión Veneno, creada por Javier Calvo y Javier Ambrossi, Faela es interpretada por la actriz Lola Dueñas.

## Biografía
Nacida en Valladolid en 1954, hija de Ricardo Sainz y Díaz de Lamadrid, militar, abogado, agricultor y político español, y de María del Carmen Rojo Rojo, agricultora. Su familia materna procede de Villacarralón en Tierra de Campos, mientras que su familia paterna desciende del municipio de Perrozo en el Valle de Liébana. Es prima hermana de Alfonso y Lucas Sainz, compositores y fundadores de Los Pekenikes.
Estudió los primeros años de Derecho en la Universidad de Valladolid, aunque antes de finalizar la titulación se trasladó a Madrid para cursar la carrera de periodismo en la Universidad Complutense de Madrid.
Durante su carrera laboral ha trabajado de redactora, guionista, reportera y coordinadora en diferentes medios de comunicación como Radio Nacional de España, Televisión Española, Telecinco, Antena 3, Cuatro, El Mundo y Castilla y León Televisión entre otros. La periodista se jubiló tras su último puesto en el sector como coordinadora de contenidos en Castilla y León Televisión.
El 3 de julio de 1995 nació en Valladolid su único hijo, Lucas Sáinz.

## Televisión[9]
| Año         | Programa/Serie                     | Función                              | Cadena                     |
| ----------- | ---------------------------------- | ------------------------------------ | -------------------------- |
| 1994        | Todo va bien                       | Reportera / Coordinadora de sociedad | Antena 3                   |
| 1994        | Estamos todos locos                | Reportera                            | Antena 3                   |
| 1995        | A quién se le ocurre               | Redactora                            | Antena 3                   |
| 1996 - 1997 | Esta noche cruzamos el Mississippi | Reportera/Periodista                 | Telecinco                  |
| 1997        | La sonrisa del pelícano            | Reportera                            | Telecinco                  |
| 1998        | Hoy de mañana                      | Redactora/Reportera                  | Antena 3                   |
| 1999        | Galas Antena 3                     | Redactora                            | Antena 3                   |
| 1999        | Informativos Castilla y León       | Redactora                            | Antena 3                   |
| 2000        | Quédate conmigo                    | Redactora                            | Telecinco                  |
| 2001        | Historias de hoy                   | Reportera/Redactora                  | Telecinco                  |
| 2002        | Al descubierto                     | Reportera/Redactora                  | Antena 3                   |
| 2002        | Todo Madrid                        | Reportera/Redactora                  | Telemadrid                 |
| 2003 - 2004 | A tu lado                          | Responsable de sociedad              | Telecinco                  |
| 2005 - 2006 | Ruffus y Navarro                   | Redactora                            | Televisión Española        |
| 2006        | Nos pierde la fama                 | Redactora                            | Cuatro                     |
| 2008 - 2009 | A buenas horas                     | Directora                            | Televisión Castilla y León |
| 2009 - 2014 | Radio televisión Castilla y León   | Coordinadora de contenidos           | Televisión Castilla y León |
| 2016        | Sálvame                            | Invitada                             | Telecinco                  |
| 2020        | Veneno                             | Cameo                                | Atresplayer                |
| 2020        | Evento!Veneno                      | Invitada                             | Atresplayer                |

## Radio
| Año         | Título             | Función        | Cadena                   |
| ----------- | ------------------ | -------------- | ------------------------ |
| 1984 - 1985 | El ocio es negocio | Copresentadora | Radio Nacional de España |
| 1985 - 1989 | Al alba            | Redactora      | Radio Nacional de España |